# Serra de Caraça

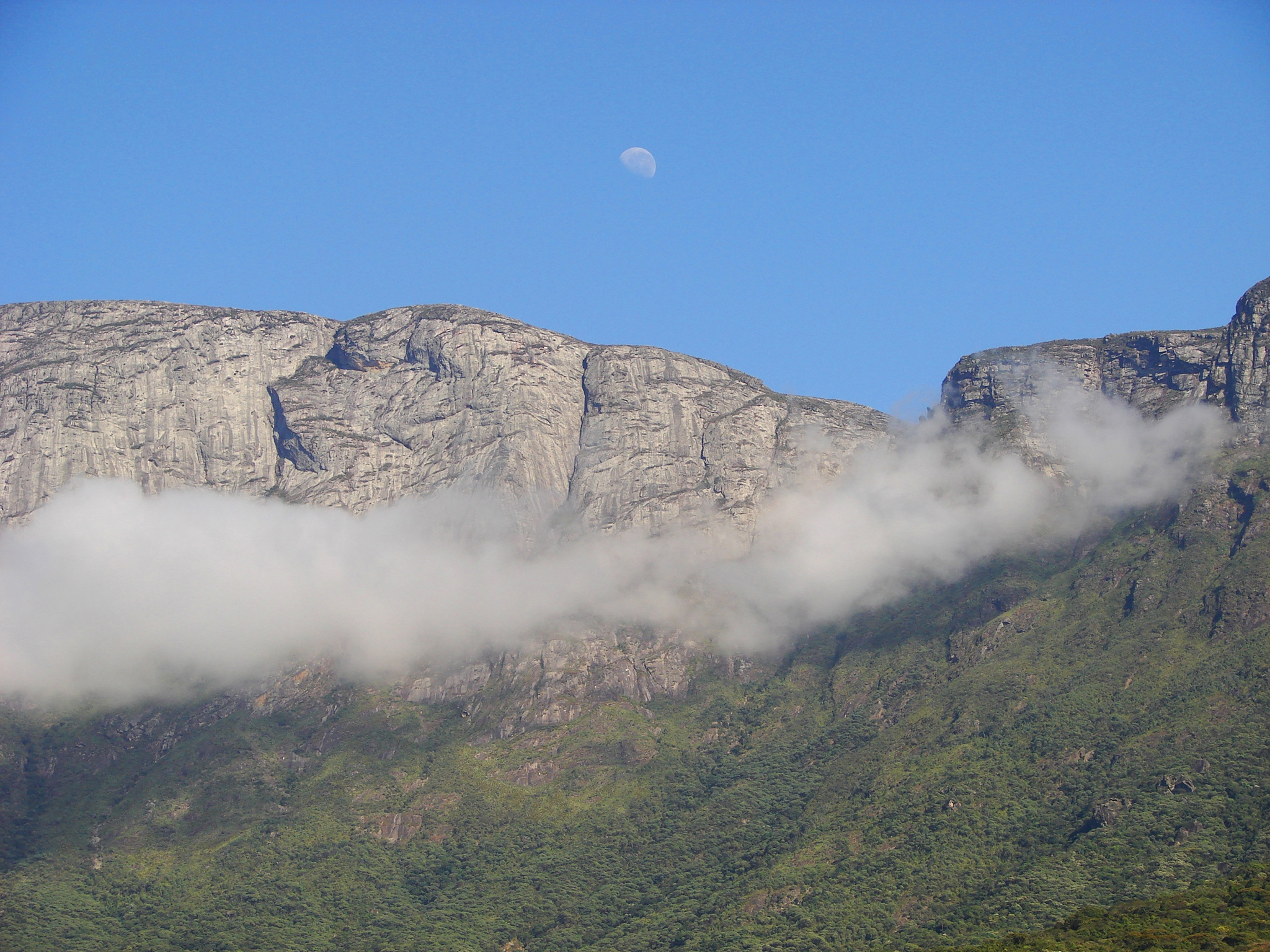
Formacions rocoses de la serra de Caraça

La serra de Caraça és un tram de la serra d'Espinhaço situat als municipis de Catas Altas i Santa Bàrbara; el Santuari de Caraça és patrimoni de Catas Altas, a l'estat de Minas Gerais, al Brasil. També dona nom a l'antic Col·legi Caraça, on importants personatges de la història brasilera estudiaren. Hui, el Parc Natural de Caraça o Complex Santuari de Caraça és una Reserva Particular de Patrimoni Natural (RPPN) que comprén tota la regió.
El nom oficial del complex és Santuari de Nossa Senhora Mâe dos Homens, però Caraça té aquest nom per la forma que té part de la serra, que sembla el rostre d'un gegant gitat. La serra forma un immens amfiteatre allargat, amb els tres pics del Morro da Trindade, el de Conceição; al sud, les serres d'Olaria i de Canjerana, la serra d'Inficionado, el Morro do Sol, i la serra de Carapuça. És un amfiteatre de quatre quilòmetres d'amplària, amb lleus ondulacions boscoses. Les aigües de la conca descendeixen en belles cascades de les muntanyes, com ara Cascatinha, Cascatona i Bocaina, que s'abasteixen dels afluents del Caraça, aigües intensament ferruginoses. Al Caraça hi ha dos llacs, el Tanque Grande, envoltat de boscos, i el Tanque Sâo Luís.

## Història de la serra de Caraça

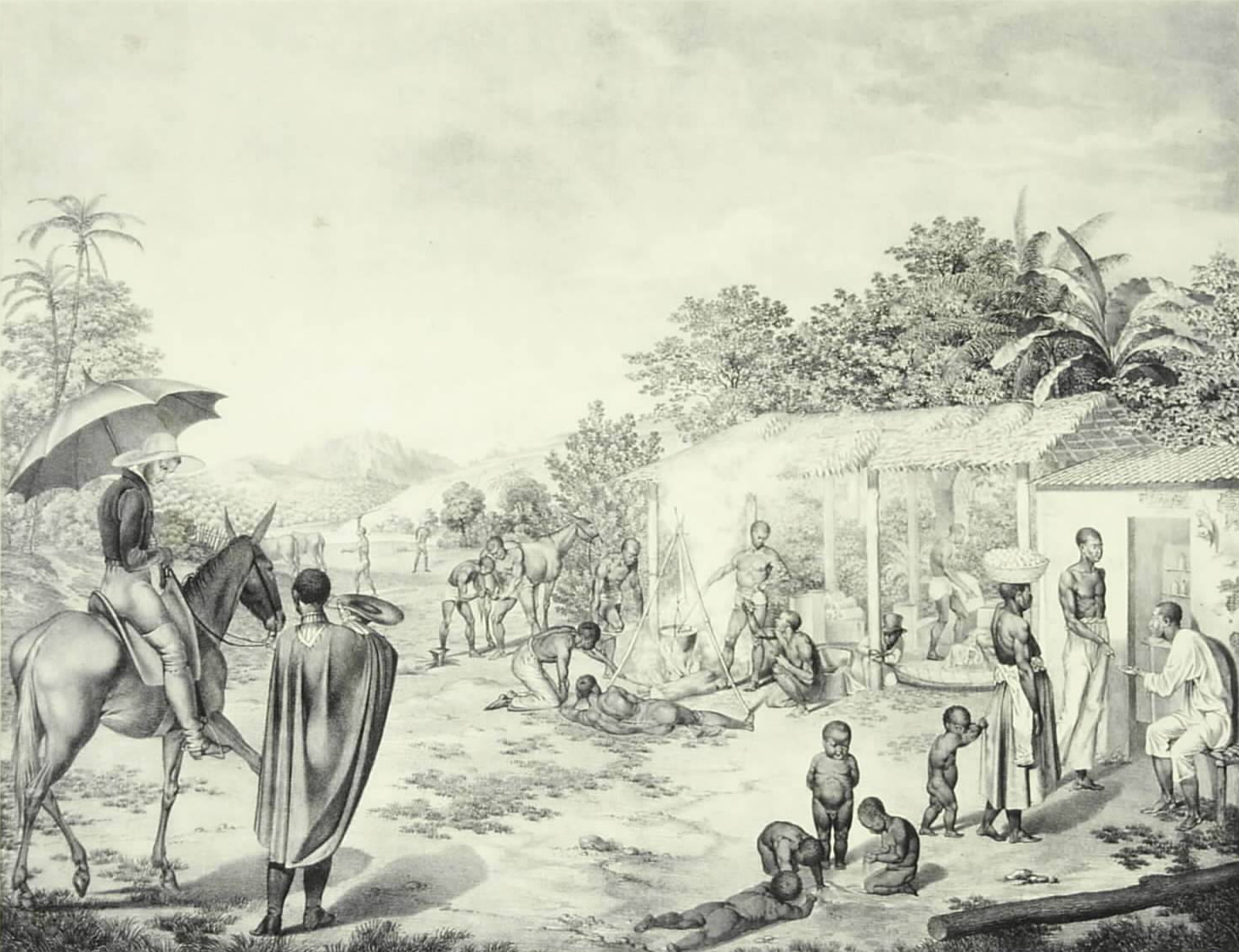
Rancho al peu de la serra de Caraça, il·lustració de la primeria del s. XIX

Els primers registres sobre la serra de Caraça daten del 1700. Aquest any, la serra va ser concedida en sesmaria al rector Filipe de Siqueira Távora, i als miners Domingos Borges i a Antônio Bueno i Francisco Bueno, que, amb altres germans seus, vingueren a extraure or dels vessants.

### L'ermita de Caraça
En la segona meitat del s. XVIII, un misteriós personatge, conegut com Germà Lourenço de Nossa Senhora, s'instal·là en la serra, i hi fundà una ermita.
Se suposa que el misteriós religiós, germà llec de l'Orde Tercer de Sâo Francisco da Penitência, fou un refugiat polític portugués relacionat amb la famosa Revolta dels Távora, temptativa d'assassinat del rei José I de Portugal, reprimida a ferro i foc pel ministre Sebastião José de Carvalho e Melo, el famós marqués de Pombal.(6)
En el seu testament, Germà Lourenço es declara natural d'on els Távora tenien una casa pairal, Sâo João da Pesqueira i el seu simbolisme és evident: Caraça, segons diccionaris antics portuguesos, significa un balcó on es van cremar persones i el nom Lourenço és d'un sant que va morir en la foguera.(6)
En poc de temps, Germà Lourenço aconseguí, no sense l'ajuda del govern colonial, edificar un monestir i una església en estil barroc, conclosa al 1779, així com reunir una comunitat religiosa de 12 eremites. Des de llavors el Caraça es va fer lloc de peregrinació. Germà Lourenço mor el 1819, deixant la seua fundació en herència al rei Joan VI de Portugal.(6)

### El Col·legi de Caraça

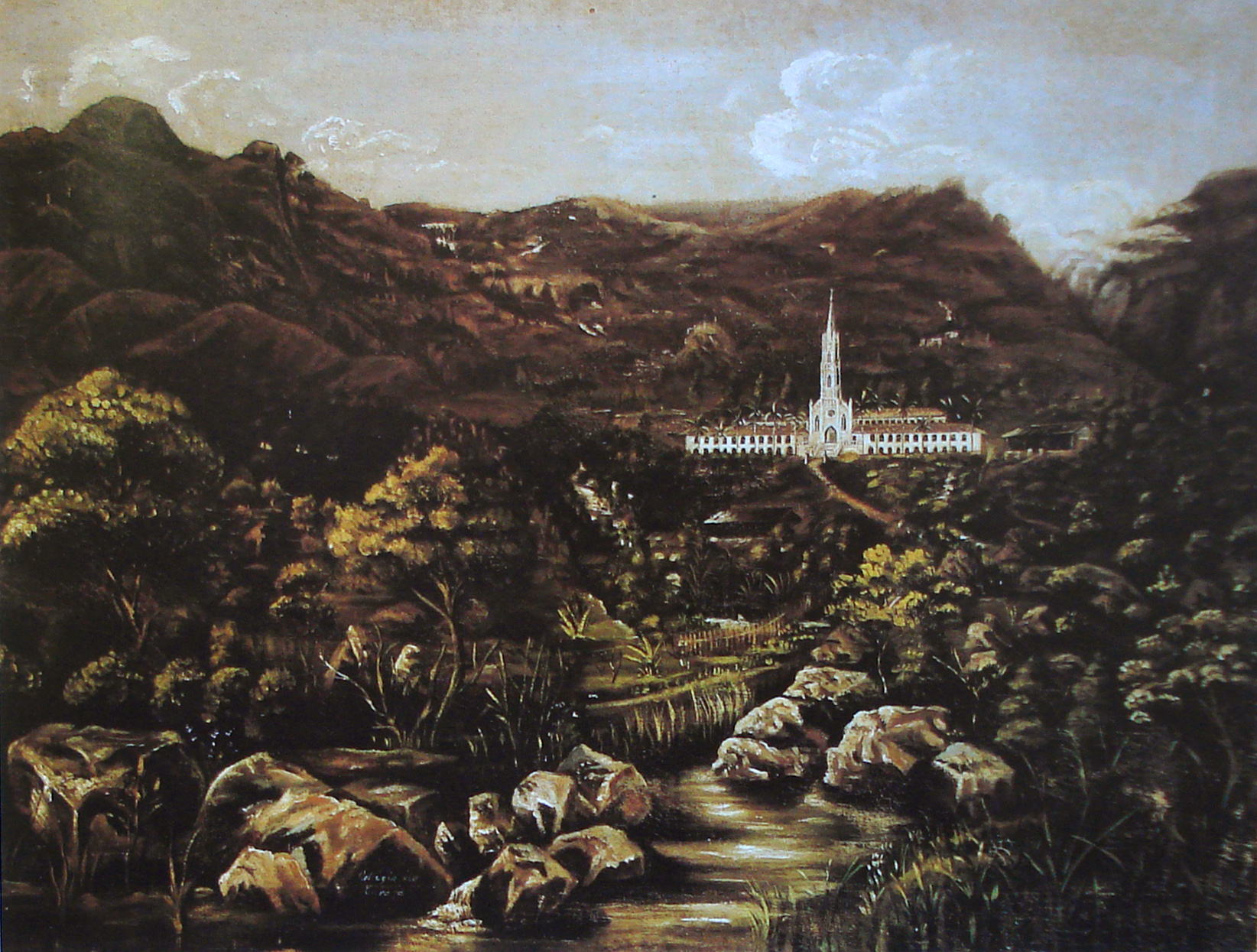
Vista del Col·legi de Caraça al, pintura del Museu de la Inconfidência

Joan VI va lliurar les terres i l'ermita a la Congregação de la Missió, els primers membres de la qual arriben a Brasil el 1820. D'immediat, transformen l'ermita en col·legi.
El col·legi es caracteritzà per la seriositat i la disciplina. Amb períodes de ple desenvolupament, però igualment amb fases de decadència, era referència de l'ensenyament per a l'elit de Brasil. Dos futurs presidents de la república hi fan els estudis -Afonso Pena i Artur Bernardes- i altres tants exalumnes foren governadores d'estat, senadors i diputats, o altes autoritats eclesiàstiques.(6)
Al segle xix, el col·legi fou visitat per Pere I del Brasil i Pere II.
A la segona meitat del s. XIX, la vella església de Germà Lourenço és substituïda per una altra, més àmplia, d'estil neogòtic. S'hi pot contemplar la magnífica tela amb el tema de l'"Últim sopar" del pintor miner mestre Manuel da Costa Ataíde. També s'hi troba el cos embalsamat de sant Pius Màrtir, un soldat romà màrtir, bells vitralls de procedència francesa i l'orgue instal·lat per Luís Boavida.
El col·legi funcionà fins a 1968, quan un incendi va destruir part de les instal·lacions destinades a l'alumnat i a la biblioteca.

## Parc Natural de Caraça

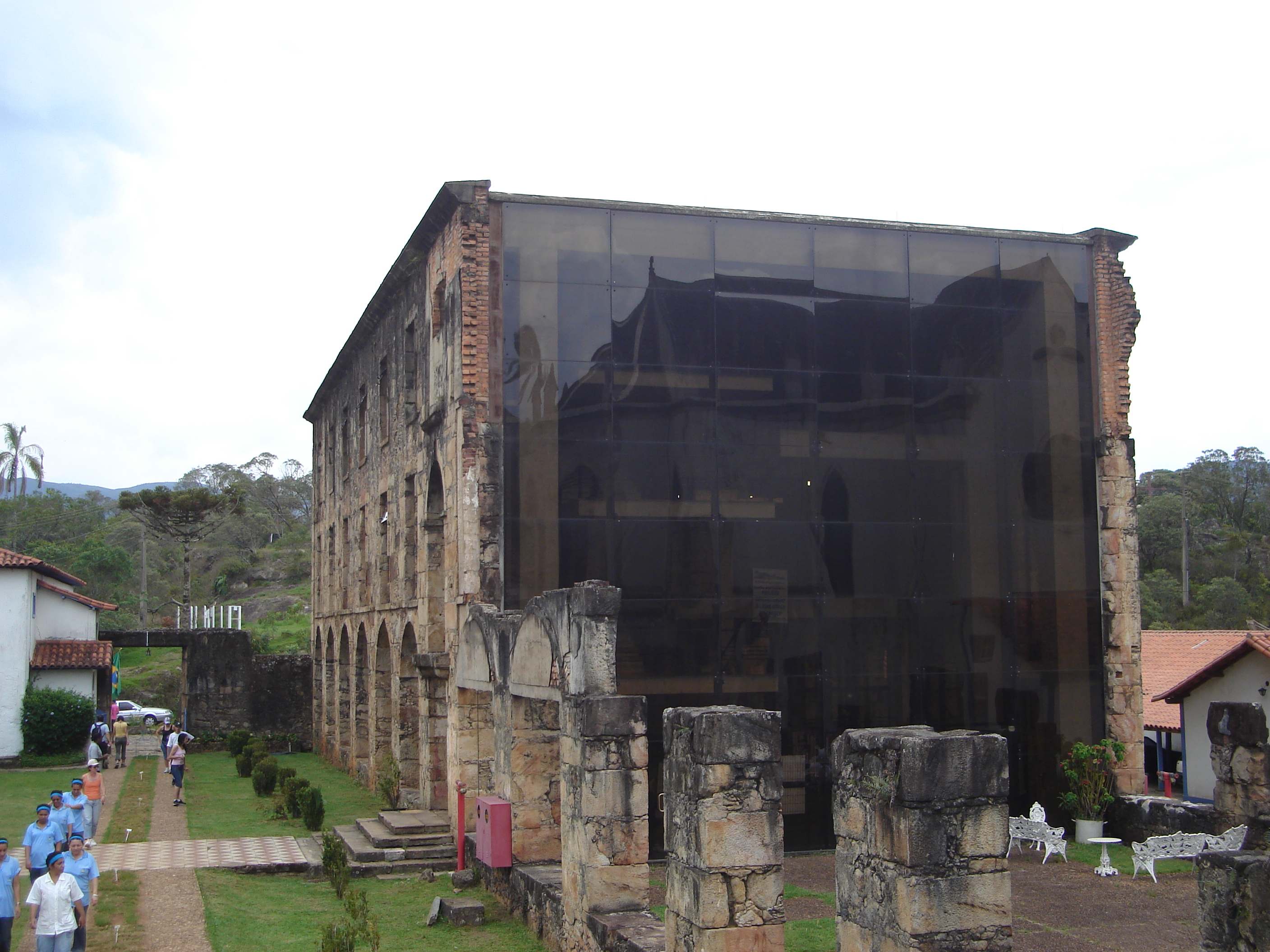
Museu de Caraça (antic seminari)

Al voltant de 1978, la Congregació de la Missió signa un conveni amb la Fundació Brasilera de Conservació de la Natura i, el 1982, amb l'Institut Brasiler de Desenvolupament de Boscos (actual Ibama), quan el territori pertanyent a l'antic col·legi rep la designació de Parc natural. Aquest acord, però, va durar només prop de cinc anys, i retornà a la responsabilitat dels propietaris.
Aquest territori es transformà en Reserva Particular del Patrimoni Natural pel Decret 98.914, de 31 de gener de 1990, i atrau investigadors de tot l'estat per la sorprenent varietat de vida animal i vegetal de la zona.
L'actual parc comprén una àrea de 11.233 hectàrees on conviuen els ecosistemes de la Mata Atlàntica i del Cerrado, que són una àrea de transició. El 57% (5.845 hectàrees) de la RPPN es troba al municipi de Catas Altas i el 43% (4.343 hectàrees) a Santa Bárbara.

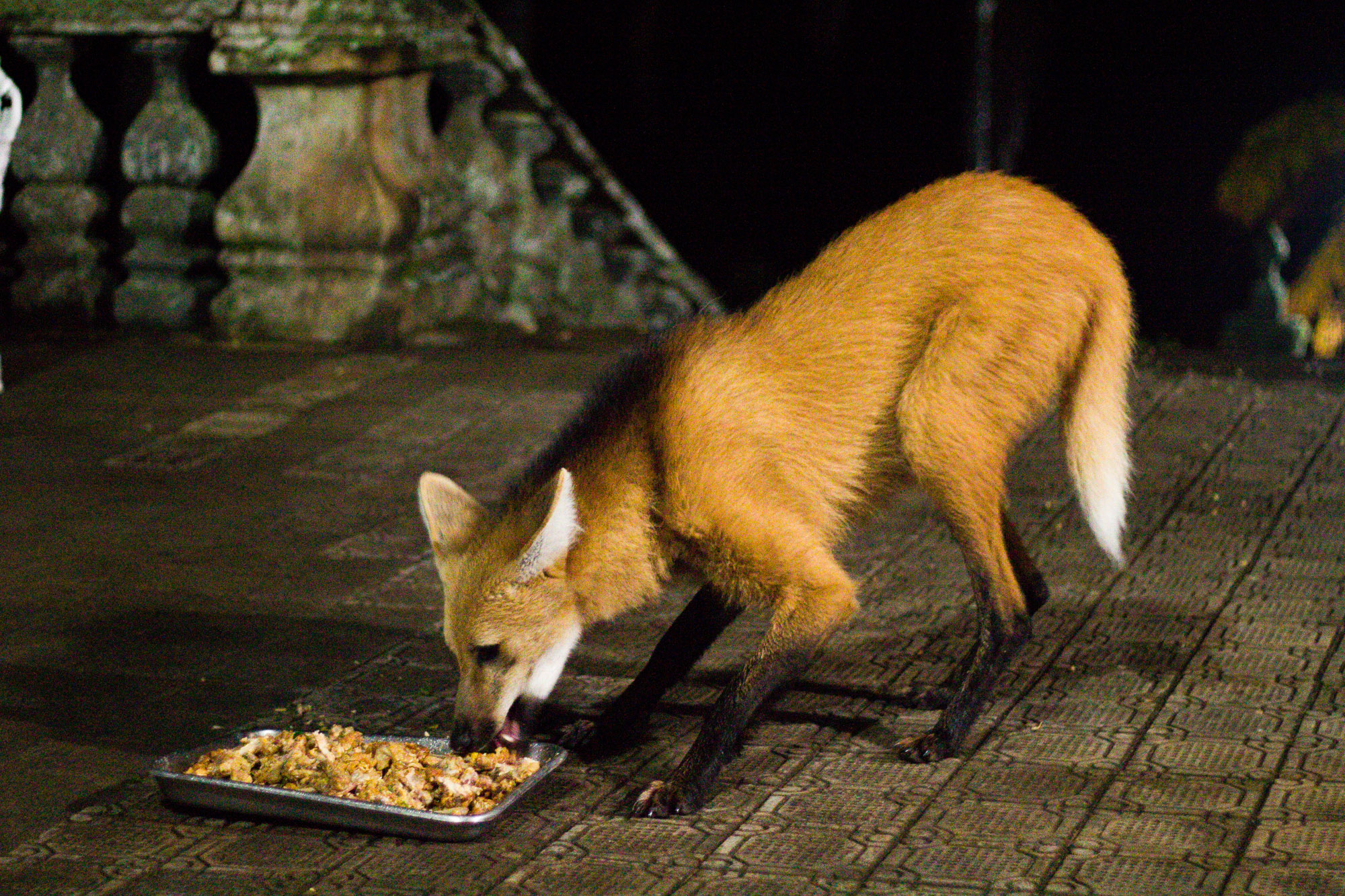
Llop de crinera a l'atri de l'església

La seua altitud varia entre els 720 i els 2.070 m per sobre del nivell del mar, i en destaca el pico do Sol, considerat el punt més alt de la zona i de la serra d'Espinhaço. Segons alguns geòlegs, la serra de Caraça presenta la més antiga superfície de aplanament no fossilitzat de l'estat.
Entre les espècies estudiades del parc, s'han identificats més de dues-centes espècies d'orquídias, a més d'exemplars de <i>candeia</i>, <i>macaúba</i>, <i>angico</i>, <i>ipê-amarelo</i>, entre d'altres. Aquesta diversitat vegetal dona suport a una fauna també variada, on conviuen almenys 274 espècies d'aus (colibrís, cariàmids, tucans vitel·lins i altres) i 65 espècies de mamífers com ara cal·litríquids, Callicebus, Nasua, pumes, raboses, tapirs, paques, tamàndues i llops de crinera, entre d'altres. L'Institut Butantã en catalogà més de 50 espècies d'aranyes. Alguns tipus d'escarabats componen 500 espècies, 200 de les quals nadiues o trobades a Caraça per primera vegada.

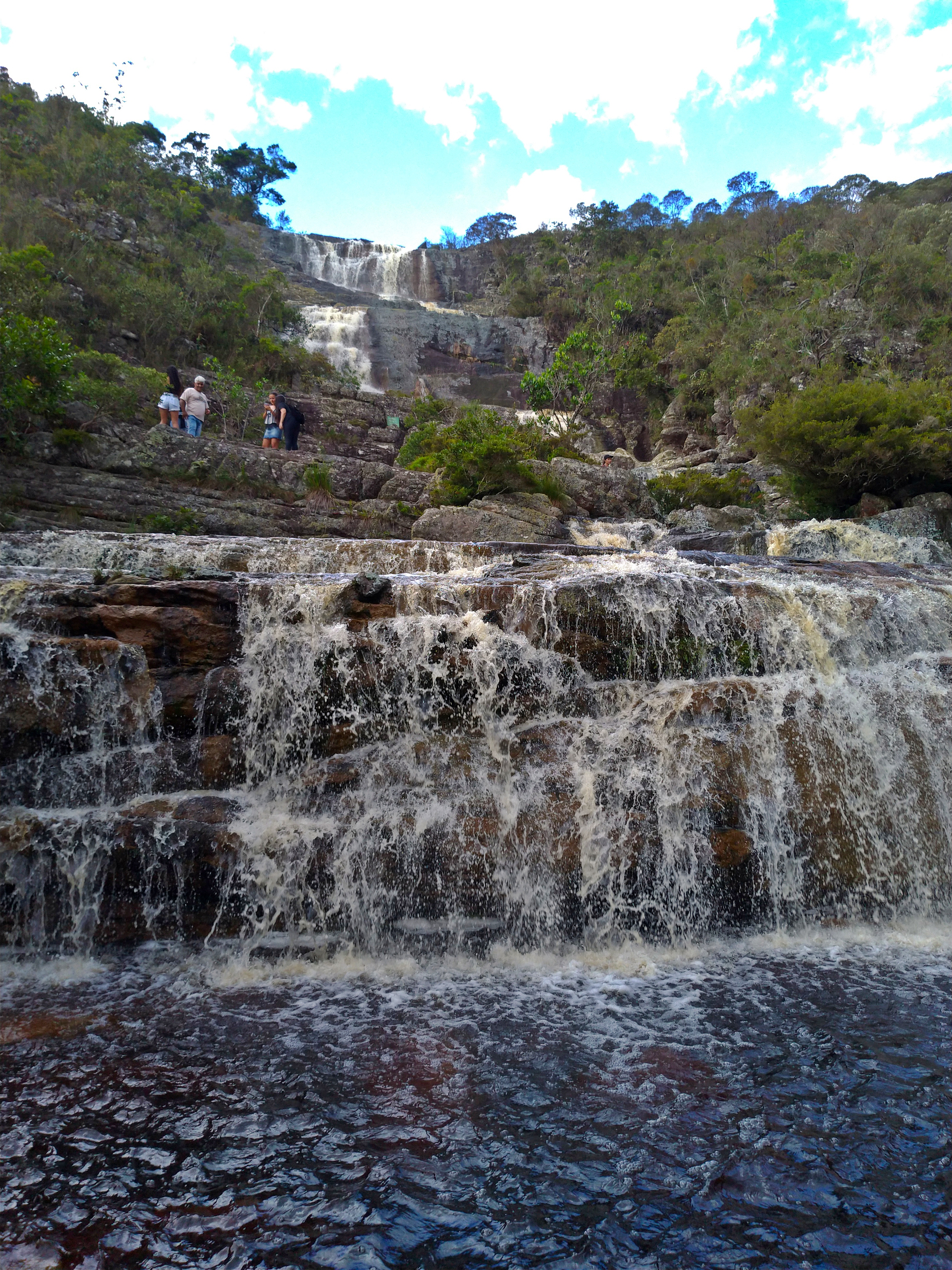
Graons de Cascatinha

### Cova de Centenário
Dins del pic do Inficionado, és la major cova del món de quarsita. Les galeries formen una xarxa laberíntica que arriba a una profunditat de 481 m de desnivell i 3.790 m de projecció horitzontal (4.700 m de desenvolupament lineal).